# Прасангака
Прасангака — буддийское направление в философской школе Мадхъямаки.
Название школы берётся от метода логических следствий Прасанга, который единственный признаётся пригодным для демонстрации оппонентам натуры Абсолютной и Относительной истин.
Прасангака — школа, доминирующая в тибетском буддизме, большая часть источников осталось только в тибетском переводе.
Основатель школы — Буддапалита, ученик Самгхаракшиты. Именно он стал активно использовать приём прасанга, преимущественно для доведения до абсурда доводов оппонентов, поэтому прасанга понимается также как доведение до абсурда.

## Дебаты сосватантрикой
Школу Сватантрика основал Бхававивека, критикуя ранние работы Буддапалиты, и только позднее Чандракирти смог в полном объёме ответить на критику Бхававивеки и заложить новую основу Прасангаки.
Разница между школами заключалась в роли прасанги в формальных дебатах. Прасангика считает, что прасанга — единственный пригодный метод демонстрации двух истин непросветлённым. Сватантрика считает, что буддийская логика должна не только приводить оппонента к противоречию, но также использоваться для вывода позитивных умозаключений.
Позиция прасангики в споре с сватантрикой опиралась на положение, что буддисты, делающие позитивные предположения о конвенциональном мире, тем самым соглашаются с существованием иллюзии. Сватантрики возражали, что конвенциональные объекты могут иметь само-существование, то есть, существовать сами по себе, не существуя при этом абсолютно и не будучи реальными.